# Особисті рахунки
Особисті рахунки — радянський художній фільм 1982 року, знятий на кіностудії «Білорусьфільм».

## Сюжет
У молодого талановитого вченого Костянтина Попова зав'язується серйозний роман з дочкою його наукового керівника. Незабаром по кафедрі починають повзти чутки, що Попов зробив правильний вибір: розрахунок точний. Костянтин, людина принципова і безкомпромісна, яка всього в житті звикла добиватися самостійно. Не в силах винести глузування товаришів по службі, він розриває відносини з люблячою його жінкою…

## У ролях
- Вадим Спиридонов — Костянтин Іванович Попов, викладач на кафедрі
- Тетяна Ташкова — Наталія Павлівна Васильєва, дочка Павла Романовича
- Віктор Тарасов — Павло Романович Григор'єв, професор
- Валентина Титова — Ольга Петрівна Скопіна, викладач на кафедрі
- Володимир Еренберг — Степан Гаврилович Нікітинський, доцент, викладач на кафедрі
- Борис Руднєв — Семен Герович Нефьодов, кандидат наук, викладач на кафедрі
- Тетяна Мархель — Віра Захарівна Григор'єва, дружина Павла Романовича
- Олександр Серський — Сергій Миколайович Васильєв, інженер на заводі «Червоний витязь»
- Петро Юрченков — Володимир Азаров, друг і соратник Костянтина
- Віктор Кремльов — Пархоменко, студент, старшокурсник
- Іван Мацкевич — Гайдуков, представник Ленінградського НДІ
- Олександр Борисов — Олександр Михайлович, професор, науковий керівник
- Володимир Кулешов — Олексій Якович, директор заводу «Червоний витязь»
- Віталій Биков — Аполлон Синіцин, з кафедри
- Олександр Аржиловський — викладач з кафедри
- Володимир Грицевський — міліціонер
- Анатолій Гур'єв — Фомін, студент, старшокурсник
- Нінель Жуковська — викладач
- Олександр Карпов — епізод
- Галина Макарова — епізод
- Тамара Муженко — учасниця наради
- Світлана Михалькова — вчителька
- Геннадій Овсянников — Пал Палич, головний механік заводу «Червоний витязь»
- Галина Рогачова — викладач
- Віктор Савлуков — Галкін, студент, старшокурсник
- Олена Сидорова — Машенька, секретарка Олександра Михайловича
- Світлана Турова — викладач
- Володимир Січкар — викладач
- Михайло Федоровський — головний інженер заводу «Червоний витязь»
- Ростислав Шмирьов — викладач
- Анна Бороненко — епізод
- Олександр Бондар — епізод
- Андрій Єфремов — епізод
- Ігор Хотін — епізод
- Олександр Кашперов — викладач
- Шерхан Абілов — студент
- Володимир Горянський — епізод

## Знімальна група
- Режисер — Олександр Карпов
- Сценарист — Олександр Борін
- Оператор — Віталій Ніколаєв
- Композитор — Євген Глєбов
- Художник — В'ячеслав Кубарєв